# Plejehjem
 Denne artikel omhandler overvejende eller alene danske forhold. Hjælp gerne med at gøre artiklen mere almen.: Der er for få eller ingen kildehenvisninger i denne artikel, hvilket er et problem. Du kan hjælpe ved at angive troværdige kilder til de påstande, som fremføres i artiklen.

Et plejehjem, alderdomshjem, ældrecenter, plejecenter eller dagcenter er en almindelig fællesbetegnelse for institutioner, der tilbyder forskellig grad af pleje eller støtte til mennesker, typisk ældre medborgere, der ikke er stand til at klare sig i eget hjem. Beboer på et plejehjem skal have en så naturlig hverdag som muligt. Det er personalets opgave i samarbejde med beboeren og de pårørende at hjælpe beboeren med det, den enkelte har behov for.

## Danmark
Et plejecenter er en samling plejeboliger. I Danmark har plejehjem traditionelt været opført efter servicelovens bestemmelser, efterhånden er man dog gået over til at opføre plejeboliger efter almenboligloven. Forskellen er, at et traditionelt plejehjem efter serviceloven betragtes som en institution, mens en plejebolig efter almenboligloven mere ligner en almindelig bolig, således at den ældre, i stedet for at blive anset som "patient", bliver anset på som en almindelig lejer, med de rettigheder og pligter dette medfører.. En plejebolig er indrettet og serviceret efter samme standard som et plejehjem.
Af forskellige plejehjemsudbydere kan nævnes kommunerne, OK-Fonden, Danske Diakonhjem, Fonden Mariehjemmene og svenske Aleris.